# Palazzo del Podestà (Fabriano)
Il Palazzo del Podestà è un edificio storico pubblico che sorge sulla centrale Piazza del Comune di Fabriano, nelle Marche.
L'edificio, tipicamente medievale, costituisce uno dei migliori esempi dell'architettura gotica della regione, ed è l'emblema della città.

## Storia e descrizione

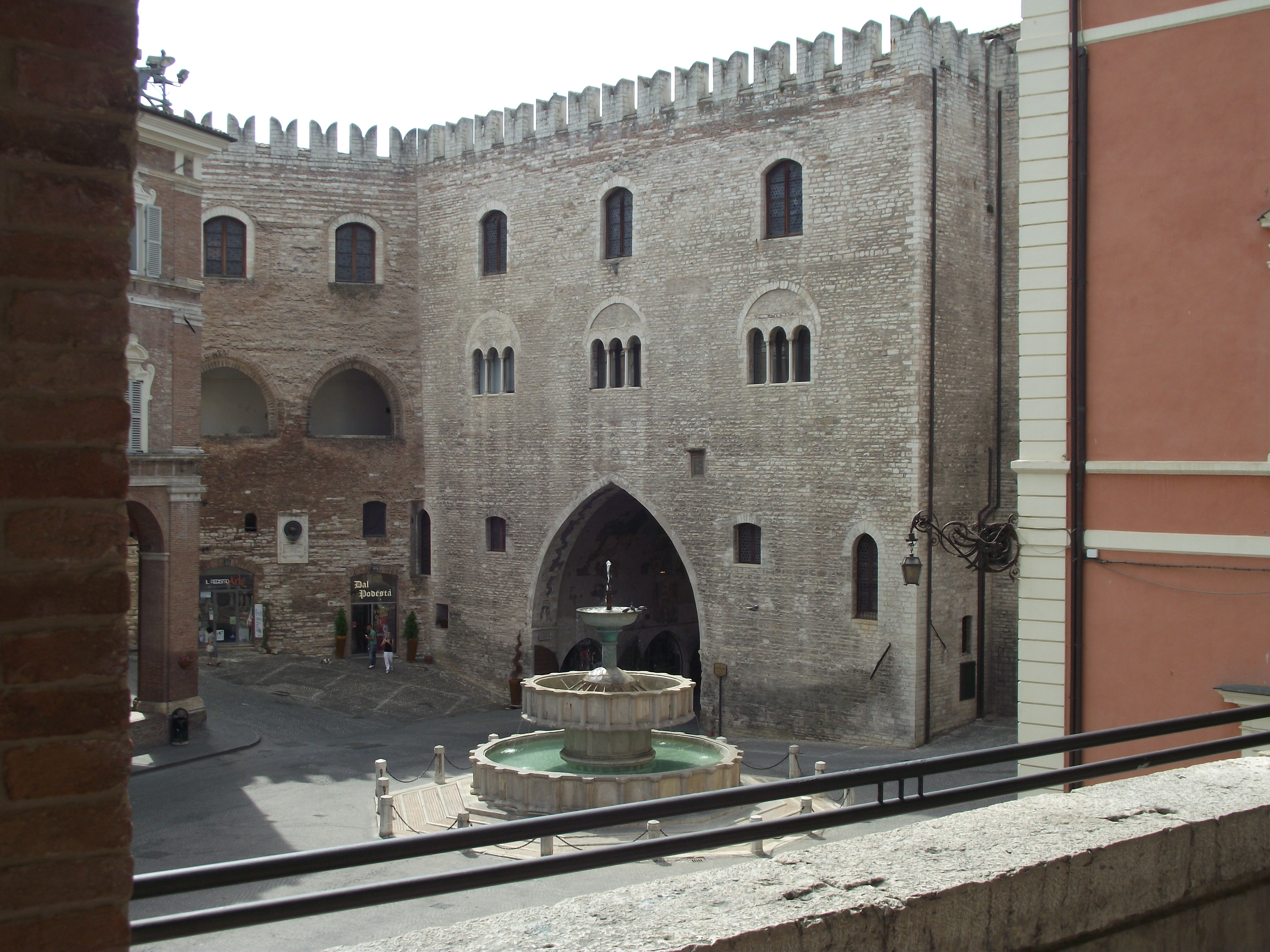
Veduta con lo Sturinalto.

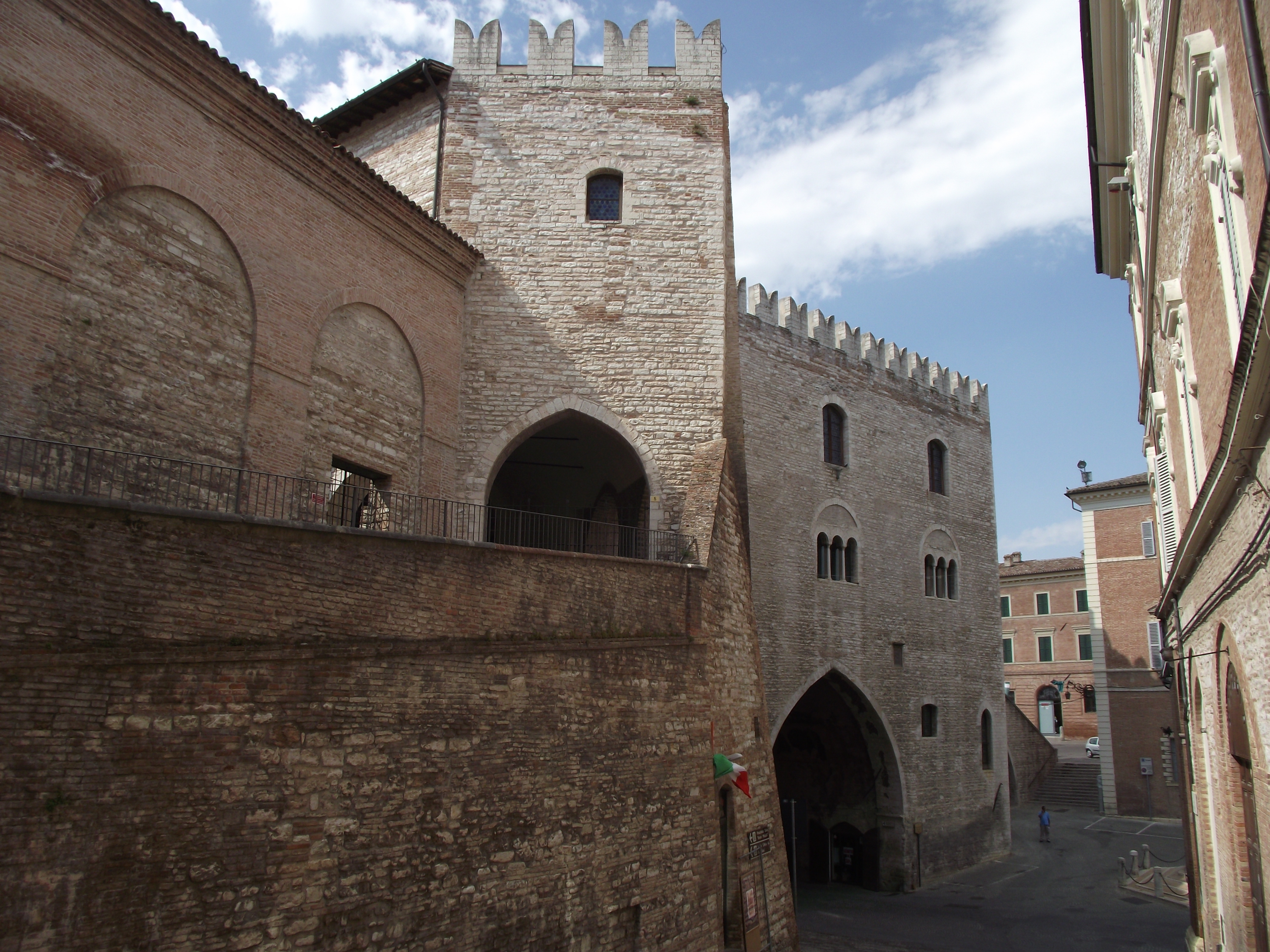

Il Palazzo venne eretto a partire dal 1255 in una posizione assai particolare, nel punto d'incontro dei due nuclei abitati originari (Castelvecchio e Pojo) e dei quattro quartieri cittadini, la cui unione aveva dato origine alla città stessa di Fabriano.
La massiccia mole si compone di tre corpi di fabbrica interamente realizzati in pietra bianca di Vallemontagnana, in notevole contrasto con l'ambiente circostante, dominato dal rosso del mattone. Il corpo centrale, alleggerito da una serie di trifore al piano primo, si posa sul caratteristico voltone, ardito arco a sesto acuto alto 11,70 metri, largo 9,75 e lungo 15,60. Sotto vi passava un ramo del fiume, colmato successivamente, ne divenne la strada principale cittadina, tanto che nel 1325-26 il Consiglio commissionò al pittore locale Ventura di Francesco la decorazione a fresco del sottarco. Gli affreschi, di cui restano pochi frammenti, raffigurano Scene di battaglia e un'enigmatica Ruota della Fortuna mossa da una figura femminile.
Dapprima sede del Podestà, poi del Capitano del popolo, col passaggio della città allo Stato della Chiesa, ospiterà i Governatori pontifici.
Tra il 1911 e il 1922 venne profondamente restaurato dall'architetto Icilio Bocci, che provvide anche a rifare l'antica merlatura ghibellina di coronamento, andata perduta nel corso dei secoli.